# Andrés Zuno
Andrés Zuno – meksykański aktor znany w Polsce z roli Hugo Arango Tamayo w telenoweli Do diabła z przystojniakami.
Urodził się w Guadalajarze, gdzie otrzymał tytuł licencjata na wydziale sztuki audiowizualnej na Universidad Guadalajara. W latach 1999–2000 studiował aktorstwo w Los Angeles w Acting IV Film Alese Marshall Talent Centre i Beverly Hills Play House. W latach 2002–2004 uczył się aktorstwa w Artes Escenicas Argos CASAZUL. W 2004 roku zadebiutowała na scenie w inscenizacji Edwarda Albee Prace dziecięce (La Obra del Bebé).

## Filmografia

### Telenowele
- 2001: Ouija (La Ouija)
- 2002: Daniela
- 2007: Sidła namiętności (Pasión) jako Bernabet
- 2007: Loteria jako Antonio
- 2007–2008: Do diabła z przystojniakami (Al diablo con los guapos) jako Hugo Arango Tamayo

### Filmy fabularne
- 2000: Ukrywane tajemnice (Hidden Secrets)
- 2001: Emisariusz nienawiści (Emisario del odio)